# Helicostylis pedunculata
Helicostylis pedunculata là một loài thực vật có hoa trong họ Moraceae. Loài này được Benoist mô tả khoa học đầu tiên năm 1919.